# 約翰內斯
約翰內斯（Johannes）是一個人名的中世紀拉丁語形式，在英語語境中通常寫作約翰（John）。 它是希臘語和古典拉丁語變體（Ιωάννης，Ioannes（約安尼斯））的變體，本身源自希伯來語名稱 Yehochanan（約哈南），意思是“耶和華是仁慈的”。 因為基督教信仰，這個名字在北歐尤其是在德國很流行。 約翰內斯的常見德語變體是約翰（Johann）、漢斯（Hannes、Hans，指小化後為韓賽爾（Hänsel）或漢琛（Hänschen））、延斯（Jens，來自丹麥語）和揚（Jan，來自荷蘭語）。 在荷蘭，約翰內斯一直是最常見的男性出生名直到1989年。Johannes 的常見英語變體是約翰（Johan、John）和約翰尼（Johnny）。